# Rafael López Gutiérrez
Rafael López Gutierrez (ur. 1855, zm. 1924) – generał armii Hondurasu, polityk, prezydent kraju od 1 lutego 1920 do 10 marca 1924 z ramienia Partii Liberalnej (w 1924 wprowadził dyktaturę).